# Крекінг-установки Мап-Та-Пхут (PTT)
Крекінг-установки Мап-Та-Пхут (PTT) — розташований у центрі таїландської нафтохімічної промисловості Мап-Та-Пхут комплекс установок парового крекінгу, котрі повністю або переважно належать державному енергетичному концерну PTT.

## Піролізні установки
У 1980-х роках у Сіамській затоці почалась розробка офшорних нафтогазових родовищ, видобутий на яких газ подавався по трубопроводу в район Мап-Та-Пхут на узбережжі провінції Районг. Розташовані тут газопереробні потужності могли вилучати значну кількість гомологів метану, що створило гарні умови для розвитку нафтохімічної промисловості. В результаті у 1989-му ввели в дію першу установку парового крекінгу, споруджену компанією National Petrochemical Plc., основним учасником якої виступила PTT. Відома як I-1 (а також NPC-1 та OLE1), вона піддавала піролізу етан (80 %), пропан (6 %) та зріджений нафтовий газ (пропан-бутанова фракція, 14 %) і мала річну потужність у 315 тисяч тонн етилену та 105 тисяч тонн пропілену. Надалі її потужність по етилену довели до 461 тисячі тонн.
У 1995-му компанія Thai Olefins Company (головним акціонером якої знову стала PTT) ввела розміщену поруч із попередньою другу установку парового крекінгу, котра наразі ідентифікується як I-4 No.1 (також відома як NPC-2 та OLE2/1). Цей об'єкт використовував переважно газовий бензин (49 %), бутан (28 %) та пропан (18 %), тоді як етан складав лише невелику частину сировини. Піроліз більш важких вуглеводнів надав можливість продукувати не лише 385 тисяч тонн етилену, але і 190 тисяч тонн пропілену, а після проведеної в кінці 2000-х модернізації ці показники досягли 515 та 310 тисяч тонн відповідно.
2005-го в одному блоці з другою установкою запустили третю, що відома як I-4 No.2 або OLE2/2. Це піролізне виробництво первісно продукувало 300 тисяч тонн етилену, а станом на середину 2010-х мало потужність по цьому олефіну вже на рівні 400 тисяч тонн. Сировиною виступає переважно етан та певна частка зрідженого нафтового газу, що дозволяє також випускати 50 тисяч тонн пропілену.
У 2007—2008 роках до Районгу проклали вже третю нитку офшорного газопроводу, що дозволило значно збільшити обсяги переробки газу та забезпечити етаном четверту установку парового крекінгу, найпотужнішу  серед усіх наявних у Мап-Та-Пхут (включаючи виробництва компанії Siam Cement Group). Відома як OLE3, вона здатна продукувати 1 млн тонн етилену та 25 тисяч тонн пропілену на рік.
Таким чином, у 2010-х загальна потужність установок PTT досягла показника у 2,4 млн тонн етилену та 0,5 млн тонн пропілену. При цьому у 2018-му з компанією Samsung уклали угоду на спорудження п'ятого піролізного виробництва, котре буде розраховане на споживання газового бензину та зрідженого нафтового газу і продукуватиме 500 тисяч тонн етилену та 250 тисяч тонн пропілену. Завершення проєкту заплановане на 2020 рік.

## Використання олефінів
Основним споживачем виробленого етилену є цілий ряд ліній полімеризації остання з яких, розрахована на випуск металоценового лінійного поліетилену низької щільності в обсягах 400 тисяч тонн на рік, стала до ладу у 2017 році. Раніше споруджені лінії PTT на той час могли продукувати 800 тисяч тонн поліетилену високої щільності, 300 тисяч тонн поліетилену низької щільності та 400 тисяч тонн лінійного поліетилену низької щільності.
Крім того, з 2006-го в Мап-Та-Пхут діє завод з виробництва оксиду етилену, котрий далі перетворюють на моноетиленгліколь. На момент запуску потужність виробництва становила 300 тисяч тонн на рік, а станом на другу половину наступного десятиліття досягла показника у 400 тисяч тонн, що потребує майже 200 тисяч тонн етилену.
Таким чином, абсолютна більшість етилену споживається виробництвами самої PTT, що кардинально відрізняє ситуацію від початкового етапу розвитку комплексу. Тоді всі продуковані першою піролізною установкою олефіни спрямовувались чотирьом споживачам, котрі отримали в сукупності 45,6 % участі в National Petrochemical Plc.:
- компанії Thai Petrochemical Industry, яка почала виробництво поліетилену у Районзі ще в 1982 році на імпортованій сировині, а по запуску першої установки мала квоту на 125 тисяч тонн етилену;
- компанії Thai Plastic and Chemicals, котра організувала виробництво мономеру вінілхлориду потужністю 140 тисяч тонн;
- компанії Thai Polyethylene (із групи Siam Cement), що також здійснювала виробництво поліетилену та мала квоту у 137 тисяч тонн;
- компанії HMC Polymers, яка в 1989-му ввела в дію першу лінію поліпропілену потужністю 100 тисяч тонн на рік[1].

Етилен другої установки знадобився запущеному в 1996-му виробництву мономеру вінілхлориду компанії Vinythai потужністю 175 тисяч тонн на рік, а також виробництву мономеру стирену, спільно створеному відомим хімічним концерном Dow Chemical та згаданою вище Siam Cement Group.
Надалі Thai Petrochemical Industry, перейменована на Integrated Refinery &Petrochemical Complex, спорудила у Мап-Та-Пхут власну піролізну установку. Siam Cement, котра отримала контроль над Thai Plastic and Chemicals, запустила дві потужні установки парового крекінгу (хоча і потребує закупівлі додаткових об'ємів етилену для свого зростаючого комплексу). І лише Vinythai залишилась єдиною зі згаданих вище споживачів етилену, котра не має власних потужностей з його виробництва (при цьому її завод мономеру вінілхлориду станом на 2018 рік може продукувати вже 400 тисяч тонн на рік та анонсоване розширення до 830 тисяч тонн).
Що стосується виробника поліпропілену HMC Polymers, то з середини 2000-х PTT стала його головним учасником (41,44 %). Наразі загальна потужність ліній HMC Polymers досягла 810 тисяч тонн поліпропілену на рік, з яких 300 тисяч тонн надходить від власної установкb дегідрогенізації пропану, інвестиції у її спорудження і стали причиною залучення PTT до участі в капіталі (також можливо відзначити, що ще з 1990 року в Мап-Та-Пхут діє установка дегідрогенізації самої PTT, здатна виробляти 100 тисяч тонн на рік).
Окрім полімеризації, пропілен використовується на двох належних PTT заводах, котрі стали до ладу в 2008-му та 2016-му і продукують по 250 тисяч тонн фенолу та 155 тисяч тонн ацетону кожен.
У 2014-му PTT почала роботу із фракцією С4, котра у значній кількості продукується розрахованою на найбільш важку сировину піролізною установкою I-4 No.1. Для цього на майданчику запустили лінії вилучення потужністю 75 тисяч тонн бутадієну та 25 тисяч тонн бутену.